# Томас, Билл (финансист)
Билл (Уильям) Томас (англ. William B. Thomas; род.1967, Ванкувер, Канада) — председатель и главный исполнительный директор KPMG International.

## Биография
Родился в 1967 году, в Ванкувере, Канада. В 1989 году окончил Университет Британской Колумбии со степенью бакалавра в области естественных наук. После окончания присоединился к команде KPMG. Три года спустя получил звание присяжного бухгалтера в Институте присяжных бухгалтеров того же факультета. С тех пор Томас, женат, имеет троих детей.

## Карьера
Билл начал свою карьеру в КПМГ в Ванкувере в 1990 году. Он работал партнером по аудиту для некоторых из крупнейших клиентов КПМГ во многих отраслях, включая Intrawest Corporation, семью Белкин и группу Mark Anthony. Он работал руководителем отдела аудита в отделении фирмы в Большом Ванкувере, где руководил штатом из 450 человек, а в 2006 году был назначен управляющим партнером офиса.
В 2007 году переехал в Торонто на должность заместителя генерального директора КПМГ, а 1 января 2009 года был назначен главным исполнительным директором и старшим партнером компании.
Билл Томас был лауреатом премии «Бизнес в Ванкувере Forty-under-Forty», которая присуждается 40 лучшим молодым предпринимателям, руководителям, менеджерам и специалистам Британской Колумбии.
С 2009 года является членом глобального совета директоров.
С 2014 года занимал пост председателя американского подразделения КПМГ.
1 октября 2017 года 49-летний Билл Томас стал председателем правления KPMG International. Он возглавил глобальную сеть фирм профессиональных услуг КПМГ на следующие 4 года, сменив Джона Б. Вейхмейера, который завершил свой срок на посту председателя и покинул КПМГ.
Осенью 2020 года Билл Томас был избран на второй срок глобальным председателем и генеральным директором KPMG International.
Активный общественный деятель, Билл в настоящее время входит в состав правления Симфонического оркестра Торонто, а также является членом Торговой палаты Торонто и Совета руководителей Канады. В прошлом он был директором Школы бизнеса Калифорнии в Британской Колумбии, Делового совета Британской Колумбии (BCBC). Он также возглавлял Финансовый комитет чемпионата мира по хоккею среди юниоров 2006 года.